# Тростянка (пам'ятка природи)
Тростянка — ботанічна пам'ятка природи місцевого значення. Об'єкт розташований на території Черкаського району Черкаської області, околиця міста Кам'янка.
Площа — 1 га, статус отриманий у 1972 році.
Лісове урочище в степу. Місце відпочинку населення, пов'язане з перебуванням в Кам'янці композитора П. І. Чайковського (1865—1893 рр.)

## Галерея

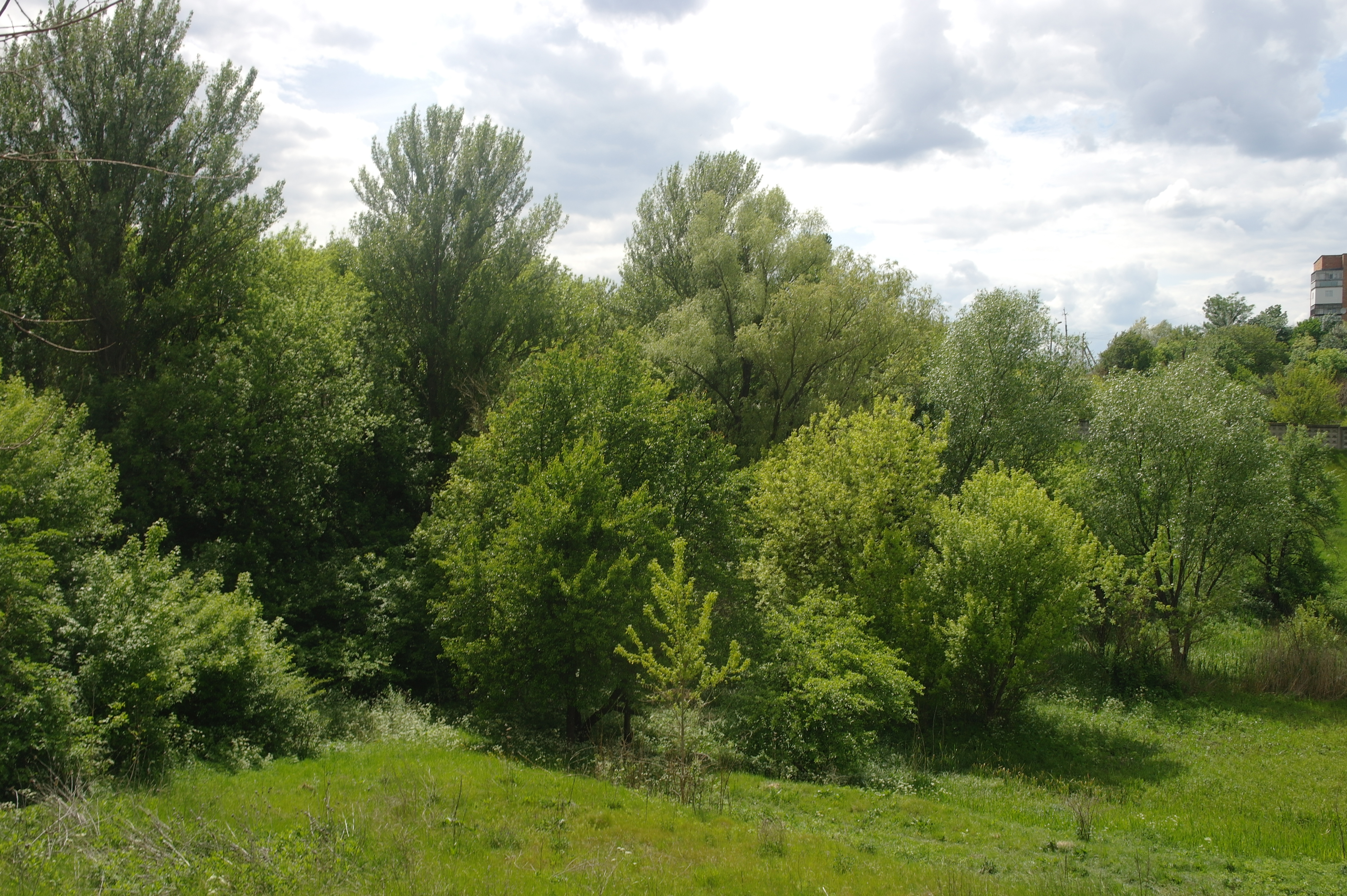
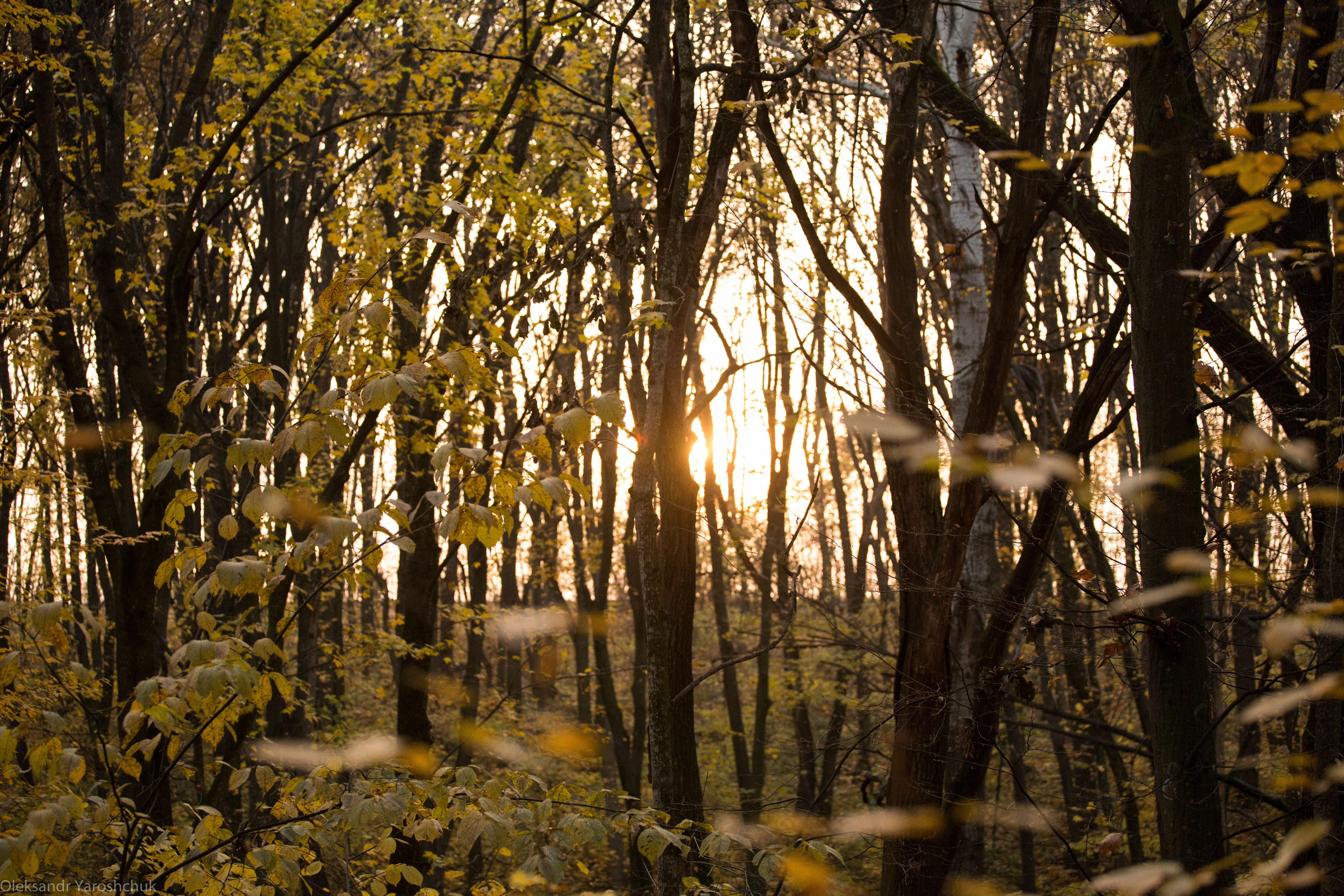